# Simulium sakhalinum
Simulium sakhalinum är en tvåvingeart som först beskrevs av Rubtsov 1962.  Simulium sakhalinum ingår i släktet Simulium och familjen knott. Inga underarter finns listade i Catalogue of Life.